# J Roberto Trujillo
"José Roberto Trujillo" (nacido el 14 de julio de 1963, México DF, México), es presidente y director de NeuroCytonix, Inc., una compañía de biotecnología con sede en Maryland. Es fundador y presidente de la Sociedad Panamericana de Neurovirología y Presidente de la Medical Science Foundation on Behalf of the Americas. Trujillo es pionero en el campo de neurovirología. Fue el primer estudiante de doctorado en la Universidad de Harvard en combinar estudios de neurociencia y virología. "El Dr. Trujillo fue el primer neurovirólogo en Harvard. Permaneció allí como investigador de neurovirología y retrovirus hasta el año 2002".

## Primeros años y educación
Nacido en la Ciudad de México, a la edad de cuatro años, la familia de Trujillo se trasladó a la pequeño poblado de San Pedro Zictepec en el Estado de México, donde creció. A los dieciséis años, Trujillo inició sus estudios en la escuela de medicina de la UAEM (Universidad Autónoma del Estado de México). Debido a que el viaje diario a la universidad era costoso y largo desde su hogar, decidió mudarse al hospital, donde vivía en las habitación para residentes y visitaba su casa de vez en cuando los fines de semana. Trujillo rotaba con los residentes y asistía en procedimientos desde los inicios de su carrera. Atendió su primer parto a los dieciséis años, y realizó su primera cirugía mayor, una cesárea, a los diecisiete años.
Desde sus inicios, Trujillo aspiraba a ser un neurocirujano. A medida que avanzó su carrera, decidió enfocarse en neurología, centrándose en el estudio de las enfermedades neurológicas que no tenían tratamientos efectivos y curas en el momento, como tumores cerebrales y enfermedades infecciosas del sistema nervioso central. Igualmente fue fuertemente influenciado por la epidemia del sida, ya que su formación coincidió con el apogeo de la epidemia en la década de 1980. Posterior a la escuela de medicina, Trujillo completó rotaciones en neurología clínica en Baylor College of Medicine en Houston, Texas. Fue en Baylor, donde fue expuesto a los efectos del VIH y donde por primera vez se involucró en investigación clínica. Trujillo luego asistió a la Universidad de Harvard, donde estudió virología y neurociencias y recibió un título de doctor en Ciencias en Biología del Cáncer.

## Investigación y Academia
En 1988, Trujillo recibió su grado como Médico Cirujano de la UAEM con honores. Posteriormente, completó un internado en medicina de dos años enfocado en neurociencia clínica en Baylor College of Medicine, Houston, Texas. A través de un Premio Nacional en Formación de Investigadores de los Institutos Nacionales de Salud Americanos (NIH), llevó a cabo investigación en virología y neurociencias, y en 1995, Trujillo recibió un Doctorado en Ciencias por la Universidad de Harvard. Permaneció en Harvard como investigador asociado en Neurovirología y Biología Celular, hasta 2002, cuando se convirtió en investigador intramural para el Instituto Nacional de Trastornos Neurológicos y Accidente Cerebrovascular de los NIH. Su investigación continuó en neurovirología y sida, esto le llevó al Instituto de Virología Humana de la Universidad de Maryland, donde en 2002, fue nombrado Director de Investigación para América Latina en Virología y Neurociencias y Director del Laboratorio de Neurovirología.
El Dr. Trujillo es profesor asesor en la Escuela de Medicina de Harvard, profesor honorario de la Universidad Autónoma del Estado de México, profesor de Ciencias médicas de la Universidad Autónoma de Guadalajara, profesor adjunto en la Universidad Autónoma de Nuevo León, profesor adjunto en el Instituto Nacional de Ciencias Médicas y Nutrición en la Ciudad de México, profesor visitante en la Universidad de Campinas en Brasil, profesor visitante en el Instituto de Enfermedades Infecciosas "Emilio Ribas", y profesor visitante en el Instituto de Virología de Shandong en China.

El producto de la investigación más célebre de Trujillo hasta la fecha se centró en las respuestas inmunes antivirales en el sistema nervioso, infecciones oportunistas del sida, como la neurocisticercosis y la base molecular del neurotropismo del VIH-1. 

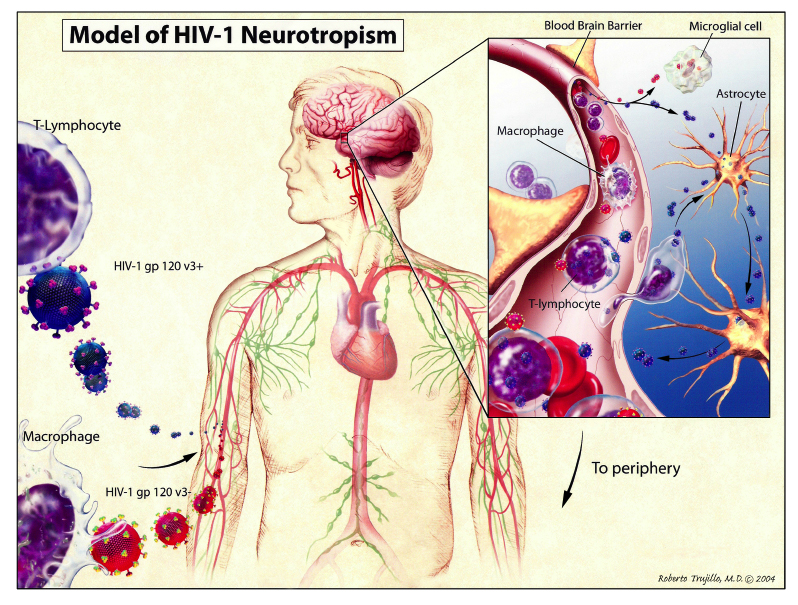
Model of HIV-1 Neurotropism

 Trujillo describió por primera vez el "mimetismo molecular" que existe entre el bucle del VIH-1 gp120 V3 y las proteínas del cerebro humano. 

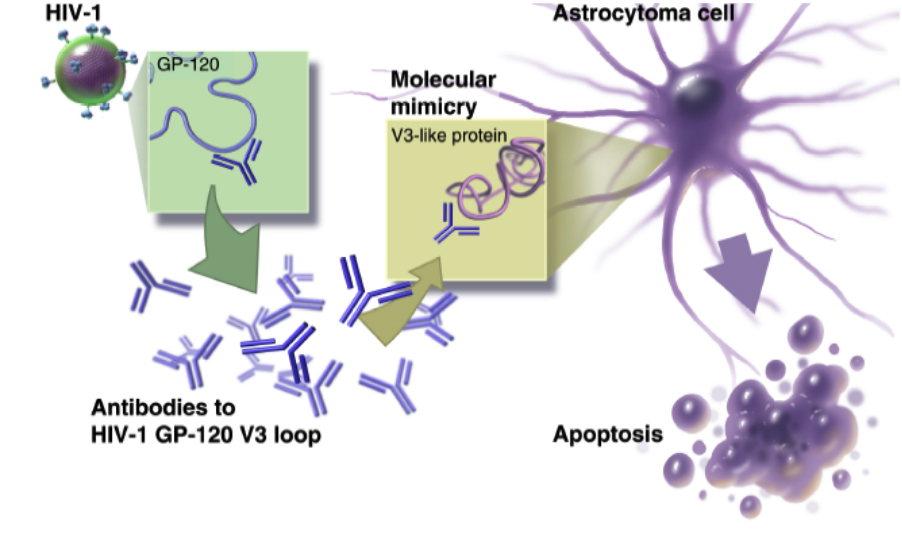
Molecular Mimicry of HIV-1

 Esta investigación dio lugar a una publicación que fue elegida como el artículo más destacado de la Sociedad Americana de Microbiología y el artículo del año por la Escuela de Salud Pública de Harvard. Él descubrió que el mimetismo molecular viral induce la muerte de células cerebrales de cáncer. Igualmente identificó que una vía MR-mediada no provoca una infección productiva por VIH-1 en macrófagos, células de la microglia y astrocitos, descubrimiento que fomentó un nuevo impulso para diseñar en algún momento una vacuna contra el VIH-1 y mejorar la comprensión de la patogénesis HIV-1/SIDA. La publicación de este trabajo apareció en las Actas de la Academia Nacional de Ciencias de Estados Unidos. 

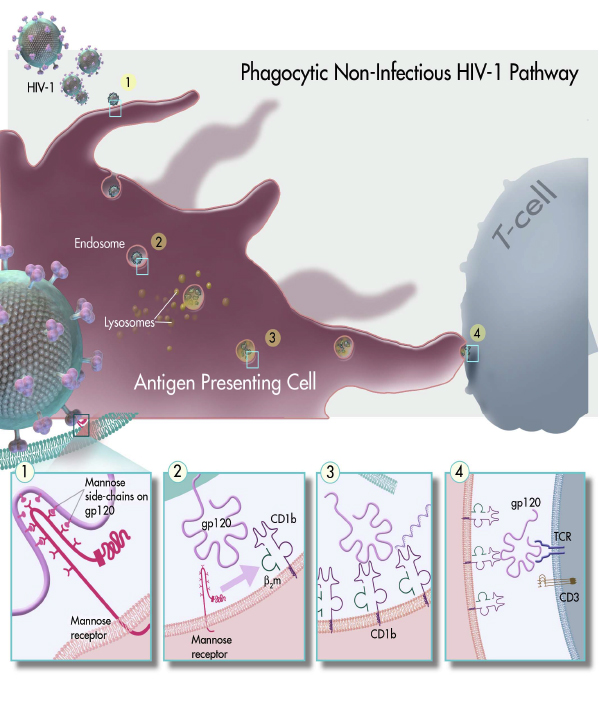
Phagocytic Non-Infectious HIV-1 Pathway

Con sus colaboradores, Trujillo ha escrito más de 60 artículos científicos, más de 50 resúmenes de conferencias y capítulos de libros. A través del patrocinio de la Oficina de Investigación del sida, NIH, Trujillo creó cuatro CD-ROM multimedia para reuniones científicas, incluyendo la "animación 3-D del neurotropimso del VIH-1."

## Liderazgo y Emprendimiento
Trujillo codirigió el desarrollo del primer laboratorio biológico nivel 3 en México (1998) y luego el Centro de Ciencias de la Salud en Monterrey en México (2005-2009). Supervisó la creación programas de intercambio de profesores y estudiantes postdoctorales entre universidades mexicanas e instituciones de los Estados Unidos, incluyendo la Universidad de Harvard, el NIH y la Universidad de Maryland. Desarrolló programas de investigación de vanguardia en el continente americano y presidió más de veinte reuniones internacionales, entre ellos tres Simposios Panamericanos. Trujillo fundó la Sociedad Panamericana de Neurovirología con oficinas en México, Brasil y los EE. UU.
En 2013, Trujillo recibió el Reconocimiento Ohtli por parte del Gobierno de México, premio que reconoce y honra a mexicanos cuyos esfuerzos han contribuido al bienestar, prosperidad y al empoderamiento de las comunidades mexicanas en el exterior. Los premios recibidos por parte del NIH incluyen el Premio Nacional de Capacitación Investigación y el Premio al Servicio Nacional de Investigación Ruth L. Kirschstein. En la Universidad de Harvard, recibió el Premio Helena Rubinstein y el reconocimiento como pionero en el campo de Neurovirología en las Américas. También recibió el Premio como Profesor Sobresaliente de Neurovirología por la Sociedad Pan-Americana de Neurología (Colombia), el Premio como Profesional excepcional en Ciencias en México, y en dos ocasiones la "Llave de la Ciudad" en México.
El Dr. Trujillo es reconocido como uno de los "100 profesionales mexicanos más influyentes en los EE.UU." Trujillo funge como Colaborador Adjunto de la Oficina de Investigación del sida, NIH, el Banco Mundial y el Instituto Nacional de Salud Infantil y Desarrollo Humano, NIH. Es igualmente exmiembro permanente del Comité de Investigación en Microbiología y Enfermedades Infecciosas del Instituto Nacional de Alergias y Enfermedades Infecciosas, NIH.

## Honores y reconocimientos
- 1977 Valedictorian, preparatoria, Estado de México, México.
- 1975-1985 Reconocimiento como Becario, Compañía de Luz y Fuerza del Centro, México DF, México.
- 1980 summa cum laude, graduado con honores de pregrado, Estado de México, México.
- 1981 Reconocimiento A-H Robins de México, reconocimiento por la obtención del promedio más alto de la Facultad de Medicina, Universidad Autónoma del Estado de México.
- 1982

	Reconocimiento A-H Robins de México, Reconocimiento por la Obtención del Promedio Más alto de la Facultad de Medicina, Universidad Autónoma del Estado de México.
- 1983	Reconocimiento A-H Robins de México, Reconocimiento por la Obtención del Promedio Más alto de la Facultad de Medicina, Universidad Autónoma del Estado de México.
- 1983-1985 	Reconocimiento como Becario de la Facultad de Medicina.
- 1985	Reconocimiento por la Obtención de las Calificaciones Más Altas de la Facultad: 1980-1985.
- 1985-1987	Reconocimiento como Becario para Entrenamiento Internacional, Gobernador del Estado de México, Toluca, México.
- 1987	“Presea de la Juventud” reconocimiento estatal, distinción como joven sobresaliente en el Estado de México, Gobierno del Estado de México, Toluca, México.
- 1988	Honores summa cum laude, examen profesional de Medicina, Toluca, Estado de México, México.
- 1989-1992 Reconocimiento Nacional para Entrenamiento en Investigación por el NIH, National Institute of Health Training for Harvard University, National Cancer Institute, NIH., EUA.
- 1994		Artículo del Mes, The American Society of Microbiology, EUA.
- 1994	Artículo Sobresaliente, Reconocido por el Clinical Digest Series Journal, EUA.
- 1996	Profesional Sobresaliente en Ciencias, Facultad de Ciencias Biológicas, Universidad Autónoma de Nuevo León, Monterrey, Nuevo León, México.
- 1996-1999	Reconocimiento Helena Rubinstein, Harvard University School of Public Health, Boston, MA, EUA.
- 1996-presente	Profesor Miembro, Academia Mexicana de Neurología, México DF, México.
- 1996-presente	Profesor Extraordinario, Facultad de Ciencias Biológicas, Universidad Autónoma de Nuevo León, Monterrey, Nuevo León, México.
- 1997	Reconocimiento como Invitado Distinguido en Salud y Ciencia, Acapulco, Guerrero, México.

- 1998	Reconocimiento como Profesional Sobresaliente y Mentor, por el desarrollo del Nuevo Laboratorio BL-3 en México, México.
- 1999	Reconocimiento como Profesor Sobresaliente en Neurovirología, la Sociedad Panamericana de Neurología y la Academia Colombiana de Neurología, Cartagena, Colombia.
- 1999-2000	Premio Nacional de Servicio en Investigación Ruth L. Kirschtein, NIH, EUA.
- 2000	Reconocimiento como Invitado Distinguido en Salud y Ciencia 2000, Acapulco, Guerrero, México.
- 2000	Profesor de Neurovirología, Instituto Nacional de Neurología y Neurocirugía, México DF, México.

- 2002 	Profesor Afiliado Distinguido, Facultad de Medicina, Universidad Autónoma de Nuevo León, Monterrey, Nuevo León, México.
- 2004	Reconocimiento al Mérito en Grupo del NINDS (Instituto Nacional de Enfermedades Neurológicas y Derrame), [“Dedicación, Servicio Superior y Logro de metas de investigación para la definición de mecanismos de infecciones virales en la patogénesis del cerebro humano incluyendo VIH-1/SIDA”], NINDS, NIH, Bethesda, Maryland, EUA.
- 2005 	Reconocimiento como Profesor Internacional, Ministerio de Educación y Ciencia, Universidad Complutense de Madrid, Madrid, España.
- 2006 	Reconocimiento como Huésped Distinguido en Salud y Ciencias, Toluca, Estado de México, México.
- 2007	Reconocido como Uno de los 100 Mexicanos más Influyentes en Estados Unidos, Revista PODER Y NEGOCIOS, México DF, México.
- 2008	Profesor Honorario, Universidad Autónoma of Guadalajara, Guadalajara, Jalisco, México.
- 2009	Miembro Honorario de la Academia Mexicana de Neurología, México DF, México.
- 2010	Profesor Invitado Distinguido, Departamento de Neurología, “Hospital do

Infectologia Emilio Ribas”, Sao Paulo, SP, Brasil. 
- 2010	Generación 2010-2015 “Dr. J. Roberto Trujillo”, Escuela de Medicina, Universidad

Autónoma del Estado de México, Toluca, México. 
- 2011	Miembro COSMOS, Club de la Sociedad Intelectual y Élite en Washington D. C., EUA.
- 2012	Co-inventor de Dispositivo Médico para la detección y tratamiento de lesiones de cáncer cervical tempranas. Reconocimiento a Primer Lugar de Innovación en Tecnología en Dispositivos Médicos en Brasil.
- 2013	Segundo Lugar, de Dispositivo Médico para la detección y tratamiento de lesiones de cáncer cervical tempranas. Reconocimiento a Primer Lugar de Innovación en Tecnología en Dispositivos Médicos en Brasil, Sao Paulo, SP, Brasil.
- 2013	Reconocimiento Ohtli, presentado por el embajador Medina Mora, Embajada de los Estados Unidos Mexicanos en los Estados Unidos de América, Instituto de los Mexicanos en el Exterior, Washington D. C., EUA.
- 2014	Presea 2014 Tenango del Valle, Mérito en Investigación y Ciencia, Gobierno del Municipio de Tenanango del Valle, Tenango del Valle, Estado de México, México.

## Membresías de Sociedades Profesionales
- 1990-1991	Miembro, Comité Coordinador Estudiantil, Harvard School of Public Health, Harvard University, EUA.
- 1995-1998	Miembro Asociado, American Academy of Neurology, EUA.
- 1996-2002	Miembro, Boston Cancer Research Association, EUA.
- 1996-2000	Miembro, American Society for Microbiology, EUA.
- 1990-pres	Miembro, International AIDS Society (IAS), EUA.
- 1992-pres	Miembro Honorario, Academia Mexicana de Neurología, México.

- 1995-pres	Miembro, American Association for the Advancement of Science, EUA.
- 1998-pres	Miembro, International Association for Comparative Research on Leukemia and Related Diseases, EUA.
- 2000-pres	Miembro Fundador, Pan-American Society of Neurovirology, EUA.
- 2010-pres	Miembro, Tech Council of Maryland, EUA.

## Publicaciones
- Trujillo, J.R. Use of Cyclophosphamide as a Treatment of Multiple Sclerosis. Houston Neurological Center, Houston TX, USA. MD's Thesis, Faculty of Medicine, University Autonomous of Mexico State, Mexico, 1987.
- Trujillo, J.R. Neurological Complications of AIDS: Clinical, Electrophysiological, Radiological and Neuropathological Evaluation. Social Service's Thesis, Instituto Nacional de la Nutrición “Salvador Zubira”. México, 1988.
- Novak IS, Trujillo JR, Rivera VM, Concklin R, Ussery F, Stool EW, Piot DF. Ganciclovir in the Treatment of CMV Infection in AIDS Patient with Neurological Complications. Neurology, 1989, [Suppl 1]: 39, 379-380.
- TrujilloEB, BorlaseBC, BellS, GuentherKJ, SwailsW, QueenPM, TrujilloJR. Assessment of Nutritional Status, Nutrient Intake, and Nutrition Support in AIDS Patients. JADA, 1992, 92; 4:477-478.
- Gildenberg PL, Langford L. Kim JH, Trujillo JR. Stereotactic Biopsy in Cerebral Lesions of AIDS. Acta Neurochirurgica [Suppl], 1993, 58; 68-70.
- Trujillo JR, Navia BA, McLane MF, Worth J, Lee TH and Essex ME. Autoantibodies to Human brain proteins in AIDS Dementia Complex. Neurology, 1993 [Suppl], 43: A187.
- Trujillo JR, McLane MF, Lee TH, Essex M. Molecular Mimicry Between Human Immunodeficiency virus Type 1 gp120 V3 loop and Human brain proteins. J Virology, 1993, 67: 7711-7715.
- Trujillo JR. Acquired Immunonodeficiency Syndrome. In: Dr. Octavio Rivero Serrano. Tratado de Medicina Interna. Volumen 2, Segunda edición, Ed. Manual Moderno, 1994, pag. 105-109.
- Trujillo JR, Navia B, McLane MF, Worth J, Lee TH, Essex M. Evaluation of Autoantibodies to brain proteins in patients with AIDS Dementia Complex. J AIDS, 1994, 7:103-108.
- Trujillo JR, McLane MF, Essex M. Molecular Mimicry between the V3 loop of HIV-1 gp120 and the Neuronal Proto-oncogene N-Myc. Neurology, 1994, 44 (suppl 2) 396
- Trujillo JR, Navia BA, McLane MF, Worth J, Lucey DR, Lee TH, Essex M. Anti-HIV-1 antibodies in the Cerebrospinal Fluid of patients with AIDS Dementia Complex. Neurology, 1995, 45 (suppl 4) A442.
- Trujillo JR, García -Ramos G, Novak IS, Rivera VM, Huerta E, Essex M. Neurological Manifestations of AIDS: A comparative study of two Populations from Mexico and the US. J AIDS and Hum Retrov, 1995, 8:23-29.
- Trujillo JR. Neuropathogenesis of HIV-1 Infection. Doctoral of Science Thesis, Harvard School of Public Health, Harvard University, Boston, MA USA, 1995.
- Trujillo JR, Wang WK, Essex M, Lee TH. Identification of Envelope V3 loop as a determinant of CD4-negative Neuronal Cell Tropism for HIV-1. Virology, 1996, 217:613- 617.
- García F., Trujillo JR, Dominguez M, Essex M. Molecular Mimicry and its Implications in the Pathogenesis of TSP HTLV-1-associate Myelopathy in HTLV. In: V. Zaninovic. Truths and Questions. Fundación MAR and COLCIENCIAS, 1996, pp 96–104.
- Trujillo JR, Navia BA, McLane MF, Worth J, Lucey DR, Lee TH, Essex M. Higher levels of anti-HIV-1 envelope antibodies in Cerebrospinal Fluid of patients with AIDS Dementia Complex. J AIDS and Hum Retrov, 1996, 12:19-25.
- Trujillo JR, McLane MF, de la Monte S, Navia B, Brain J, Essex M. Molecular Mimicry in HIV-1 Neuropathogenesis: Human Antibodies that bind to gp120 V3 loop and Human brain proteins. J Neurovirology, 1996 2:21.
- Trujillo E, Trujillo JR, Brain JD. The Molecular Virology of HIV-1 Tropism in HIV-1 Wasting Syndrome and AIDS Dementia Complex. Neurology, 1997, 48 (suppl): 94-95
- Brain ID, Trujillo JR. Animal Models of Respiratory Infection: Airborn Transmission and Individual Susceptibility. In: Relationships Between Respiratory Disease and Exposure to Air Pollution. Edit U Mohr ILSI Press. 1997, 119-130.
- Trujillo JR, Rogers R, Brain JD. Share Antigenic Epitopes on the V3 loop of HIV-1 gp120 and Proteins on Activated Human T-Cells. Virology, 1998, 246:53-62.
- Rivera-Morales LG, Novitsky VA, Vannberg F, Trujillo JR, Tamez R, Rodriguez C, Essex M. HIV-1 99MX.Y13 From Mexico TrunCAted Envelope Glycoprotein Gene. Accession # AF200921. Nov. 2, 1999. [GeneBank Publication]
- Trujillo JR, Ramirez-Rodriguez C. Molecular Mimicry in AIDS Dementia Complex. Neurociencias. 2000, 3:8-12
- Trujillo JR, Goletiani NV, Bosch I, Kendrick C, Rogers R, Trujillo EB, Essex M, Brain JD. The T-Tropic Sequence of the V3 loop is Critical for HIV-1 infection of CXCR4-Positive Colonic HT-29 Epithelial Cells. Journal of Acquired Immune Deficiency Syndromes, 2000, 25:1-10
- Trujillo JR, Essex M, Brain J. HIV-1 Molecular Mimicry and Neuronal Apoptosis. J Neurovirology, 2000 6:257.
- Trujillo JR. The Neurovirology in the Americas. Neurociencias. 2000, 3:4-7.
- Rivera-Morales LG, Novitsky VA, Trujillo JR, Lavalle C, Cano C, Ramos Jimenez E, Flores L, Lopez P, Vannberg F, Tamez R, Rodriguez C, Essex M. HIV-1 Subtype B is a predominant AIDS virus in Mexico. AIDS Res Hum Retrovirus, 2001. 17:87-92.
- Trujillo JR, Ramirez-Rodriguez C, Rogers R, Candanosa-McCann M, Ancer-Rodriguez J, Essex M. The Neuroimmunopathogenesis of HIV. Neurociencias. 2001, 2 (5):259-267.
- Trujillo JR.. The Common Molecular Virology of HIV-1 Wasting Syndrome. Revista de Salud Pública y Nutrición, 2001, Vol 2:No.4 [outline publication]
- Trujillo JR, Boursiquot R, Ramirez C, Ancer J, Essex M, Major EO. The Molecular Biology of Neurotropism of HIV-1. Rev Mex Neuroci. 5(2): 127-132, 2004.
- Jaramillo-Rangel G, Irwin S. Novak IS, Ortega-Martínez MG, Ramirez-Rodriguez C, Ancer-Rodríguez J, Trujillo JR. Neurotropism of CMV. Rev Mex Neuroci. 6 (5):399-410, 2005.
- Ortega-Martínez MG, Jaramillo-Rangel G, Ancer-Rodríguez J, Trujillo JR. Molecular Mimicry in the Neuropathogenesis of Guillain-Barre. Rev Mex Neuroci. 6 (5): 440-447, 2005.
- Trujillo JR, Jaramillo-Rangel G, Ortega-Martinez M, Penalva De Oliveira AC, Vidal JE, Bryant J, Gallo RC. International NeuroAIDS: Prospects of HIV-1 Associated Neurological Complications. Cell Research, 2005; 15:962-969.
- Cedeno F, Penalva de Oliveira AC, Vidal JE, Trujillo JR. Virus Neurotropicos: El virus JC y la Patogénesis de la Leucoencefalopatia Multifocal Progresiva. Rev Mex Neuroci 2006; 7(1): 46-54.
- Trujillo JR, Wade CS, Robles L, Cedeno-Laurent F. NeuroAIDS and Prospects in Biotechnology. APBN, 2006, 10:583-587
- Trujillo JR, Ramirez-Rodriguez C, Wade CS. Viral molecular Mimicry as a potencial immunotherapeutic strategy for glioblastoma multiforme. Rev Mex Neuroci 2006; 7(2): 110- 111.
- Robles L, Penalva de Oliveira AC, Vidal JE, Vasconcellos Faria A, Cedeno-Laurent F Trujillo JR. Terapia antirretroviral en neuroSIDA: Pospectos de la via olfatoria. Rev Mex Neuroci 2006; 7(3): 231-239.
- Cedeno-Laurent F, Deng A, Gaspari A, Trujillo JR, Bryant J. A novel animal model for the study of AIDS and non-AIDS associated skin disorders. Retrovirology 2006; (3): S40.
- Trujillo JR, Rogers R, Molina R, Dangond F, Kendrick C, Essex M, Brain JD. A Non- Infectious Entry of HIV-1 into Macrophages is mediated by Mannose Receptor. PNAS 2007; 20:5097-5102.
- Vidal JE, Fink M, Cedeno-Laurent F, Delbue S, Ferrante P, Dauar RF, Bonasser F, Schiavon R, Calore EE, Panniti CS, Trujillo JR, Penalva de Oliveira AC. BK Virus Associated Meningoencephalitis in an AIDS Patient under HAART: Case Report. AIDS Research & Therapy Editorial 2007, 4:13-17.
- Trujillo JR, Ramirez-Rodriguez C, García-Ramos G, Martinez Rodríguez HR, Ramos- Jimenez J, Ancer Rodríguez J. Neurocysticercosis and HIV: 25 years of follow-up epidemia.. Rev Mex Neuroci 2007; 8(3): 274-275.
- Filiberto Cedeno-Laurent, Eric Berg, J. Roberto Trujillo. Complicaciones Neurológicas en Pacientes Co-infectados con el VIH-1 y el Virus de la Hepatitis C. Rev Mex Neurosciences 2007; 8 (5): 512-515.
- José E. VIDAL, Augusto C. PENALVA DE OLIVEIRA, Maria Cristina D.S. FINK, Cláudio S. PANNUTI, J. Roberto Trujillo. AIDS-Related Progressive Multifocal Leukoencephalopathy: A Retrospective Study In a Referral Center In Sao Paulo, Brazil. Rev Inst.Med. Trop. S. Paulo 2008, 50 (4):209-212.
- Filiberto Cedeno-Laurent, Joseph Bryant, Rita Fishelevich, Odell D. Jones, April Deng, Maria L. Eng, Anthony A. Gaspari, J. Roberto Trujillo. Inflammatory Papillomatous Hyperplasia and epidermal necrosis in a transgenic rat for HIV-1. J Dermatol Sci. 2009, 53;112-119
- Alida Jileta, J Roberto Trujillo. El Receptor Manosa de los Macrophagos: La via non- infecciosa del VIH. Rev Mex Neuroci. 2009; 10 (1):44-48.
- FilibertoCedeno-LaurentM.D., MinervaGómez-FloresM.D., NoraMendezM.D., Jesús Ancer-Rodríguez M.D., Joseph L. Bryant D.V.M. J Roberto Trujillo M.D., Ph.D., Anthony A. Gaspari M.D. New insights to HIV-1-primary skin disorders. J Int AIDS Soc. 2011 Jan 24;14:5
- Cedeno-Laurent F, Penalva de Oliveira AC, Vidal JE, Trujillo JR. Human Polyomavirus- Associated Cerebral Disorders in the Post-HAART Era. Pathology Rest Int. 2011,22,56: 24-27.
- José E. Vidal; Sigrid de Souza; Adelaide José Vaz; J. Roberto Trujillo; Augusto C. Penalva de Oliveira. Magnetic Resonance Contrast Enhancement and Perilesional Edema Associated to Intracranial Calcifications: A New Challenge in HIV-Infected Patients. In press.
- Cedeno-Laurent F, Trujillo JR. Gliomas and brain lymphomas in HIV-1/AIDS patients: reflections from a 20-year follow up in Mexico and Brazil. Microbiology Research, In press.